# Коломбина-Сомарин (Сондрио)
Коломбина-Сомарин је насеље у Италији у округу Сондрио, региону Ломбардија.
Према процени из 2011. у насељу је живело 91 становника. Насеље се налази на надморској висини од 2028 м.